# Moesia (región)
Moesia o Mačva (/ˈmiːʃə, -siə, -ʒə/ en serbio: Мачва, en húngaro: Macsó) es una región geográfica de Serbia, situada mayormente en el noroeste de Serbia Central. Se encuentra en una fértil llanura entre los ríos Sava y Drina. La principal ciudad de esta región es Šabac.

## Historia
Durante varios siglos, la administración de Moesia se halló bajo control del monarca del antiguo Reino de Hungría, el cual era confiado frecuentemente a su familia. El primero en ostentar el título de rey de Moesia fue san Ladislao I de Hungría, que la conquistó durante su reinado. Posteriormente el título de regente o gobernador de Moesia se confió a aristócratas húngaros, como fue el caso de Rostislav Mijaílovich, quien era esposo de la princesa Ana de Hungría. Luego de la muerte de Rostislav, su hijo Béla de Moesia ocupó el cargo de su padre, siendo también gobernador de Bosnia (1263-1272). Tras perder a su esposo e hijo, la princesa húngara Ana se convirtió en la regente de Moesia en 1274-1275, cargo que le fue otorgado por su hermano, el nuevo rey Esteban V de Hungría.
El moderno Distrito de Mačva se halla ubicado en Serbia. Es asimismo el nombre de la región, aunque la región de Moesia sólo incluye la parte septentrional de este distrito. Una pequeña parte del norte de Moesia se encuentra en la provincia autónoma de Voivodina, en el Distrito de Sirmia.
- Datos: Q2338801
- Multimedia: Mačva / Q2338801